# Villa Basilica
Villa Basilica è un comune italiano di 1 467 abitanti della provincia di Lucca in Toscana.

## Storia
La strada che costeggia tutta la vallata del comune ovvero via delle Cartiere sorge sulla linea dell’antica Via Clodia, dove transitavano gli eserciti romani per oltrepassare l’Appennino, rifornendosi di cibo, armi e tessuti di seta (altra punta di diamante del paese)
Nel XIII secolo Villa Basilica passò sotto il dominio di Lucca. Villa Basilica è conosciuta anche per la fabbricazione di spade che pure principi del calibro di Lorenzo il Magnifico si curavano di acquistare (esposte nei più importanti musei del mondo: Parigi, Madrid, Londra, Leningrado, New York, Leeds dove ancora oggi possiamo ammirarle.) Negli anni 1631/1632 il paese venne devastato da una epidemia di peste. Il 7 gennaio 1891 Le frazioni di S. Quirico, Medicina, Fibbialla e Aramo, che fino ad allora erano parte del comune di Villa, sono state aggregate al comune di Pescia, con Regio decreto 19 novembre 1890, n. 7307

### Simboli
Lo stemma comunale è descritto dal Passerini (1864) d'argento, alla piantina di basilico, affiancata da due spade e accompagnata in punta da uno scorpione, il tutto al naturale. Il basilico sarebbe un'arma parlante con riferimento al toponimo. Invece nello statuto comunale al centro dello scudo è indicato esserci un
albero (castagno o gelso). Le spade ricordano che nel Medioevo e nel Rinascimento la località era nota per essere sede di armaioli. Il simbolismo dello scorpione non è chiaro.
Il gonfalone è un drappo di bianco.

## Monumenti e luoghi d'interesse

### Architetture religiose
- Chiesa dei Santi Jacopo e Ginese
- Chiesa di San Michele
- Pieve di Santa Maria Assunta

### Architetture civili
- Palazzo Biscotti - Di grande interesse è il seicentesco palazzo della famiglia Biscotti, famosa dinastia di fabbricanti di spade. Fin dal medioevo la terra di Villa Basilica fu abitata da molti armaioli, specialmente fabbricanti di spade. Le cronache riportano che Cosimo de' Medici, intendendo acquistare delle spade preziose, inviò a Villa Basilica il suo segretario Pulci che le acquistò dallo spadaio Biscottino (1467). Fino alla fine del XVI secolo, si fanno apprezzare le spade prodotte dalla famiglia Biscotti (già famosa nel secolo precedente), nonostante la decadenza in cui lentamente stava cadendo la produzione a seguito della diffusione della polvere da sparo. Il palazzo testimonia il passato di gloria di questa antica e nobile casata che fu decorata con il titolo di nobili.
- Casa Pasquini e Palazzo Pievanale
- Monumento ai Caduti di Alfredo Angeloni
- Rocca di Villa Basilica

## Società

### Evoluzione demografica
Secondo il censimento del 1832, la popolazione di Villa Basilica era composta da 6 851 abitanti così suddivisi:
Villa Basilica 1 472; Pariana 630; Colognora 352; Boveglio 578; Aramo 215; Collodi 1049; Fibbialla 184; Medicina 292; Pontito 416; S. Quirico 492; Stiappa 289; Veneri 882.
Alla fine del secolo, a causa delle riduzioni territoriali la popolazione scese a 2 852 unità.
Abitanti censiti

### Etnie e minoranze straniere
Secondo i dati ISTAT al 31 dicembre 2009 la popolazione straniera residente era di 99 persone. Le nazionalità maggiormente rappresentate in base alla loro percentuale sul totale della popolazione residente erano:
- Marocco 66 3,75%
- Romania 20 1,14%

## Cultura

### Istruzione
Asilo nido "Le Coccinelle"
Scuola dell'infanzia "Pietro Perna"
Scuola Elementare "Salvo d'Acquisto"
Scuola secondaria di 1° grado (media) "Stefano Franchi"

### Cucina
Villa Basilica è famosa per diversi piatti tipici tra cui:
La "Torta salata di Villa co' becchi" ovvero una torta tipica fatta con riso, uova, formaggio, pepe e altre spezie, la base è un suolo di pasta che viene maestralmente trasformato in becchi (che contornano il ripieno) prima della cottura.
Il “salviato” altra torta salata di patate caratteristica di Villa Basilica, che può essere servita come antipasto o come secondo con contorno di insalata; generalmente viene mangiata calda ma può essere consumata anche fredda. Si presenta con forma rotonda di color giallo-ocra; ha un aspetto invitante per il colore e la lavorazione “a forchetta” dell’impasto; l’aroma ed il profumo risultano essere invitanti e appetitosi in virtù dei suoi ingredienti particolarmente profumati (prezzemolo o timo).
I necci (frittelle di farina di castagne) cotti tra i testi (piastre in cotto precedentemente scaldate) e le foglie di castagno reidratate. Possono essere riempiti con ingredienti salati quali ricotta, stracchino, salsiccia oppure dolci come crema di nocciole o marmellata. 
Dell'ottima farina di castagne la possiamo trovare nelle frazioni di Pariana e Colognora.

### Festival Nazionale Cinema Teatro Televisione
Villa Basilica dagli anni novanta è sede di un prestigioso premio alle arti dello spettacolo. Inizialmente nato come vetrina cinematografica per cineasti emergenti e come premio legato alle eccellenze del grande schermo dal 2006, anno della sua riforma, ha esteso i riconoscimenti alle diverse muse delle arti performative, includendo anche l'ultima nata, la televisione. Con l'istituzione del Premio "Giulia Ammannati" (madre di Galileo Galilei nativa di Villa Basilica), e dell'affidamento della direzione artistica al giornalista critico cinematografico Franco Mariani, vengono così riconosciute le eccellenze in campo cinematografico, televisivo e teatrale, dalla prosa alla danza fino alla lirica, con riconoscimenti speciali dedicati al settore delle comunicazioni. Negli ultimi anni il festival ha premiato diversi attrici, attori, maestri del cinema, personaggi della televisione, del giornalismo e del teatro.
Tra i maestri del cinema insigniti del premio Giuliano Montaldo, Luigi Comencini, Gillo Pontecorvo, Franco Zeffirelli, Leonardo Pieraccioni, Alberto Sironi, Giuseppe Ferlito, Alberto Negrin, Stefano Calvagna, Dante Marracini e Cinzia TH Torrini, la prima donna regista ad essere insignita dell'alto riconoscimento del Festival, e Vittorio Rambaldi, figlio del tre volte Premio Oscar Carlo Rambaldi, primo regista internazionale a ricevere l'ambito titolo.
Ad oggi sono oltre 180 i personaggi del mondo dello spettacolo iscritti nell'albo d'oro della manifestazione.

## Amministrazione
- Classificazione sismica: zona 3 (sismicità bassa), Ordinanza PCM 3274 del 20/03/2003
- Classificazione climatica: zona E, 2924 GR/G
- Diffusività atmosferica: bassa, Ibimet CNR 2002
- Il comune fa parte della Comunità montana Area Lucchese

Di seguito è presentata una tabella relativa alle amministrazioni che si sono succedute in questo comune.
| Periodo        | Periodo        | Primo cittadino    | Partito                                               | Carica  | Note  |
| -------------- | -------------- | ------------------ | ----------------------------------------------------- | ------- | ----- |
| 30 giugno 1985 | 16 giugno 1990 | Augusto Cardinotti | Democrazia Cristiana                                  | Sindaco | [ 7 ] |
| 16 giugno 1990 | 24 aprile 1995 | Augusto Cardinotti | Democrazia Cristiana                                  | Sindaco | [ 7 ] |
| 24 aprile 1995 | 14 giugno 1999 | Augusto Cardinotti | centro-sinistra                                       | Sindaco | [ 7 ] |
| 14 giugno 1999 | 14 giugno 2004 | Marco Ansaldi      | centro-destra                                         | Sindaco | [ 7 ] |
| 14 giugno 2004 | 8 giugno 2009  | Giordano Ballini   | centro                                                | Sindaco | [ 7 ] |
| 8 giugno 2009  | 26 maggio 2014 | Giordano Ballini   | centro sinistra (liste civiche)                       | Sindaco | [ 7 ] |
| 11 giugno 2014 | 26 maggio 2019 | Giordano Ballini   | lista civica Proposta per il comune di Villa Basilica | Sindaco | [ 7 ] |
| 27 maggio 2019 | 9 giugno 2024  | Elisa Anelli       | lista civica Proposta per il comune di Villa Basilica | Sindaco | [ 7 ] |
| 10 giugno 2024 | in carica      | Giordano Ballini   | lista civica Proposta per il comune di Villa Basilica | Sindaco | [ 7 ] |